# Horex Imperator
La Horex Imperator è una motocicletta prodotta dalla casa motociclistica tedesca Horex dal 1955 al 1957.

## Profilo e contesto
A spingere la moto c'è un motore bicilindrico frontemarcia raffreddato ad aria a quattro tempi dalla cilindrata totale di 400 cm³, avente distribuzione con albero a camme in testa a 2 valvole per cilindro per un totale di 4 e alimentato da 2 carburatori Weber.